# Águas Lindas de Goiás
Águas Lindas de Goiás – miasto w Brazylii, w stanie Goiás.